# Polygala bermudensis
Polygala bermudensis är en jungfrulinsväxtart som beskrevs av Joseph Blake. Polygala bermudensis ingår i släktet jungfrulinssläktet, och familjen jungfrulinsväxter. Inga underarter finns listade i Catalogue of Life.